# Veturlide Sumarlidesson
Veturlide Sumarlidesson (Vetrliði Sumarliðason) var en isländsk skald och Torsdyrkare som år 999 mördades av kristna missionärer.

## Härstamning och levnad
Veturlide var av god skaldeätt. Hans far var Sumarlide Herjolfsson, sonson till landtagningsmannen Kettil hanlax (Ketill hængr) vars morfars far var Hallbjörn halvtroll som var bror till Hallbera, varulven Kvällulvs mor och Egil Skallagrimssons fars farmor. Dessutom var han släkt med skalderna Orm Storolfsson och Grette den fredlöse. Gården Sumarliðabœr, där han bodde, hade byggts av fadern och låg i Hválhreppr i Rangárvallasýsla nära Fljotsliden på Sydlandet. 
Veturlide tycks ha levt ett fredligt liv hemma på sin gård. Han var gift; hade en son som hette Ale och en dotter vid namn Alvheid. Men när Olav Tryggvason sände prästen Tangbrand (Þangbrandr) och 60 man till Island för att kristna ön, var Veturlide en av dem som starkast motsatte sig den nya tron.

## Mordet på Veturlide
Tangbrand anlände till Island på hösten 997. Han var en saxare (tysk) som blivit landsförvisad på grund av dråp, varpå han blivit hirdpräst hos kung Olav. Han blev senare herde för Norges första kristna församling i Mostr. Då han emellertid drygade ut sin prästlön genom rån och överfall på hedningar, vilket gav de kristna dåligt rykte, blev han som straff skickad som missionär till Island. Uppdraget var att, inför det stundande tusenårsskiftet, snabbkristna ön. Med honom följde en präst vid namn Gudleif (Guðleifr) Arason, som var "en stor dråpsman, oförvägen och hård i allt", enligt Njals saga.
År 999 var dessa gudsmän komna till Fljotsliden på Sydlandet. Då var, enligt Njála "Veturlide skald och hans son Are de som mest talade mot dem, och därför dräpte de Veturlide". En kristen man, som kallades Odarkäft (Óðarkeptr), gjorde därefter en lovdrapa om denna Gudi behagliga gärning, varav följande strof har bevarats:
Skalden på sydlandet ville
stöta sitt svärd i troende
kämpens bröst, där brinnande
böner smidas.
Men med kraft den modige
lät mordets hammare
tränga med brak i skaldens
gudlösa skalle.
Den kristnade "Torshammaren" är dock rent bildspråk. Mordet gick till så här, enligt Landnámabók: "Veturlide hade diktat nid om Tangbrand och för det dräpte Tangbrand honom då han befann sig ute på torvgrävning; han värjde sig med torvskäran mot Gudleif Arason från Reykjanäs, men då genomborrade honom Tangbrand med spjut."  Veturlide blev med andra ord överrumplad då han var obeväpnad. Men dessförinnan hade han angripit Tangbrand med en niddikt. Ett välkvätt nid troddes kunna magiskt förgöra den som utsattes för det. Senare dräpte Tangbrand även skalden Torvald den velige (Þórvaldr inn veili). Också han hade diktat nid om Tangbrand.

## Verk
Av Veturlides egna dikter har bara en halvstrof bevarats. Den finns i Skáldskaparmál, är diktad på det eddiska versmåttet málaháttr och prisar Tor för att ha avlivat två jättar och två jättinnor:
Leiknes läggar du bräckte,
lamslog Trivaldes skalle,
sträckte Starkad till marken,
steg över Gjalp med seger.
Finnur Jónsson trodde att halvstrofen var ett brottstycke ur en magisk förbannelsedikt: På samma sätt som du, Tor, dräpte dessa jättar, så skall du också krossa dina nya fiender (Tangbrand och Gudleif). Åke Ohlmarks anslöt sig till hypotesen och ansåg att halvstrofen kan ha tillhört den niddikt som Veturlide riktade mot Tangbrand.